# ヘルマン・ライネッケ

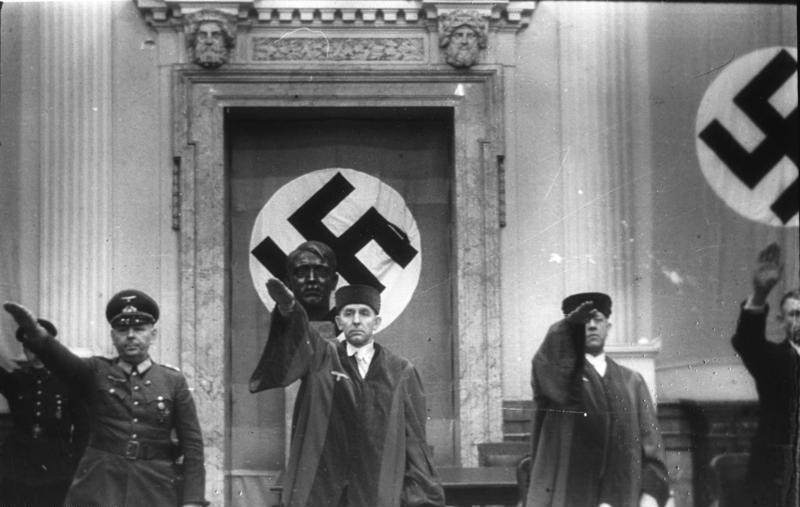
人民法廷で参審員を務めるライネッケ（左端）。中央は裁判長ローラント・フライスラー（1944年）

ヘルマン・ライネッケ（Hermann Reinecke、1888年2月14日–1973年10月10日）は、ドイツの陸軍軍人。最終階級はドイツ国防軍歩兵大将。国防軍最高司令部総務局長、同国家社会主義指導部長などを務め、第二次世界大戦後のニュルンベルク継続裁判で終身刑の判決を受けた。

## 経歴

### 軍歴
ヴィッテンベルクに中尉の息子として生まれる。士官学校での教育を受けた後、1905年にプロイセン王国陸軍に入営。1906年に少尉に昇進、歩兵第79連隊付を経て、第一次世界大戦に従軍。1915年に負傷し、プロイセン軍事省付に転じる。戦後もヴァイマル共和国軍に残り、1929年に少佐に昇進。
1933年のドイツ国会議事堂放火事件とそれに続くナチスの全権掌握後、ナチスの軍備拡張政策によりライネッケも急速に昇進した。1933年に中佐、1935年に大佐、1939年に少将、第二次世界大戦中の1940年に中将、1942年6月に歩兵大将に昇進した。
1934年2月に国防省付となり、1945年の敗戦までドイツ国防軍で影響力を保持した。最初陸軍統帥部陸軍専門学校及び補給部長となり、1935年に新設の国防軍局に転じた。1938年6月から国防軍最高司令部国防軍一般案件部局（1939年10月より国防軍一般局と改名）長を務める。このため大戦勃発から終戦まで、捕虜部長を兼任した。ドイツ軍に捕らえられた多数の捕虜、とりわけソビエト連邦の捕虜が多数死亡したため、捕虜の待遇の責任者だったライネッケの責任は詳しく研究されている。1944年1月には国防軍国家社会主義指導部長に就任し、国防軍をナチスのイデオロギーで支配することに務めた。

### ナチス派軍人
既に1934年7月にはライネッケはナチスに従順だったといわれている（歴史家クリスティアン・シュトライトによる）。ナチス・ドイツのごく早い時期から「人民法廷」の名誉裁判官に選任されていた。ヘルマン・ゲーリングが推薦した人物はルドルフ・ヘスにより「これまで国家社会主義者ではなかった」と拒絶されたのに対し、ライネッケは拒絶されなかったことからも窺える。1937年にはナチス高官と国防軍将校の会合を組織し、国防軍内の親ナチス派を増やすことに務めた。1938年の講演では「忠誠宣誓ではアドルフ・ヒトラー個人や国土防衛のみならず、国家社会主義的世界観にも忠誠を誓わねばならない。・・・・国家社会主義の要求と理念には何のためらいもなく賛成することが重要である」と述べている。
軍部のみならず、社会全体もナチスのイデオロギー化されねばならないと考えていた。教育は総統、民族、生存圏の目標に合致し、戦士のみならず政治的信者を養成するべきだと唱えた。形式上の入党は割合遅い方であり、1943年に黄金ナチ党員バッジを授与され、1943年10月に正式に党員となった。また1941年3月にアルフレート・ローゼンベルクの設立した「ユダヤ人問題研究所」の名誉会員となっている。
捕虜部長として、ベルリン地区防衛司令官に対し、1941年3月に来るべきバルバロッサ作戦で得られる捕虜の収容を準備するように注意を喚起している。1941年半ばには、大量の赤軍捕虜を収容するため、ハーグ陸戦協定を無視した劣悪な環境の収容所建設を命じている。脱走者は射殺するよう命令を下した。9月には「ソビエト連邦の捕虜にはいかなる名誉ある取り扱いも無用である」との国防軍最高司令部命令を下し、ホロコーストやアインザッツグルッペンの活動を容易にした。11月にもソ連軍捕虜をゲシュタポに引き渡すことや射殺を正当化する命令を下している。
1943年10月、180人の将官やナチス高官とのゾントホーフェン城会議に出席。1943年12月にヒトラーより国防軍最高司令部国家社会主義指導部長に任命された。1944年1月にはヒトラーに対し、政治将校（国家社会主義指導将校）の計画案を上申。ドイツの敗色が濃くなる中、軍部支配はナチスにとって重要となった。1944年3月に政治将校の養成が開始された。政治将校の目的は「兵士を熱狂的な信奉者にすること」とされた。1944年9月、陸軍人事部長のヴィルヘルム・ブルクドルフは政治将校は赤軍のものと変わりがないとして抗議している。
1944年7月20日のヒトラー暗殺未遂事件が起きた後は、ライネッケのナチス傾斜はより過激になった。7月20日午後9時にヨーゼフ・ゲッベルスよりベルリン防衛司令官職を引き継ぐよう命令され、司令官パウル・フォン・ハーゼを公邸で逮捕した。「裏切り者」に対する人民法廷の裁判にはローラント・フライスラーと共に112の裁判で名誉裁判官を務め、185の被告に対し50の死刑判決を下した。しかし10月にフライスラーは司法大臣オットー・ティーラックに対し、ライネッケがこれ以上人民裁判に加わることは不可能であること、特にライネッケのかつての上官フリードリヒ・フロム上級大将に対する裁判には参加させられない、と上申している。

### 戦後

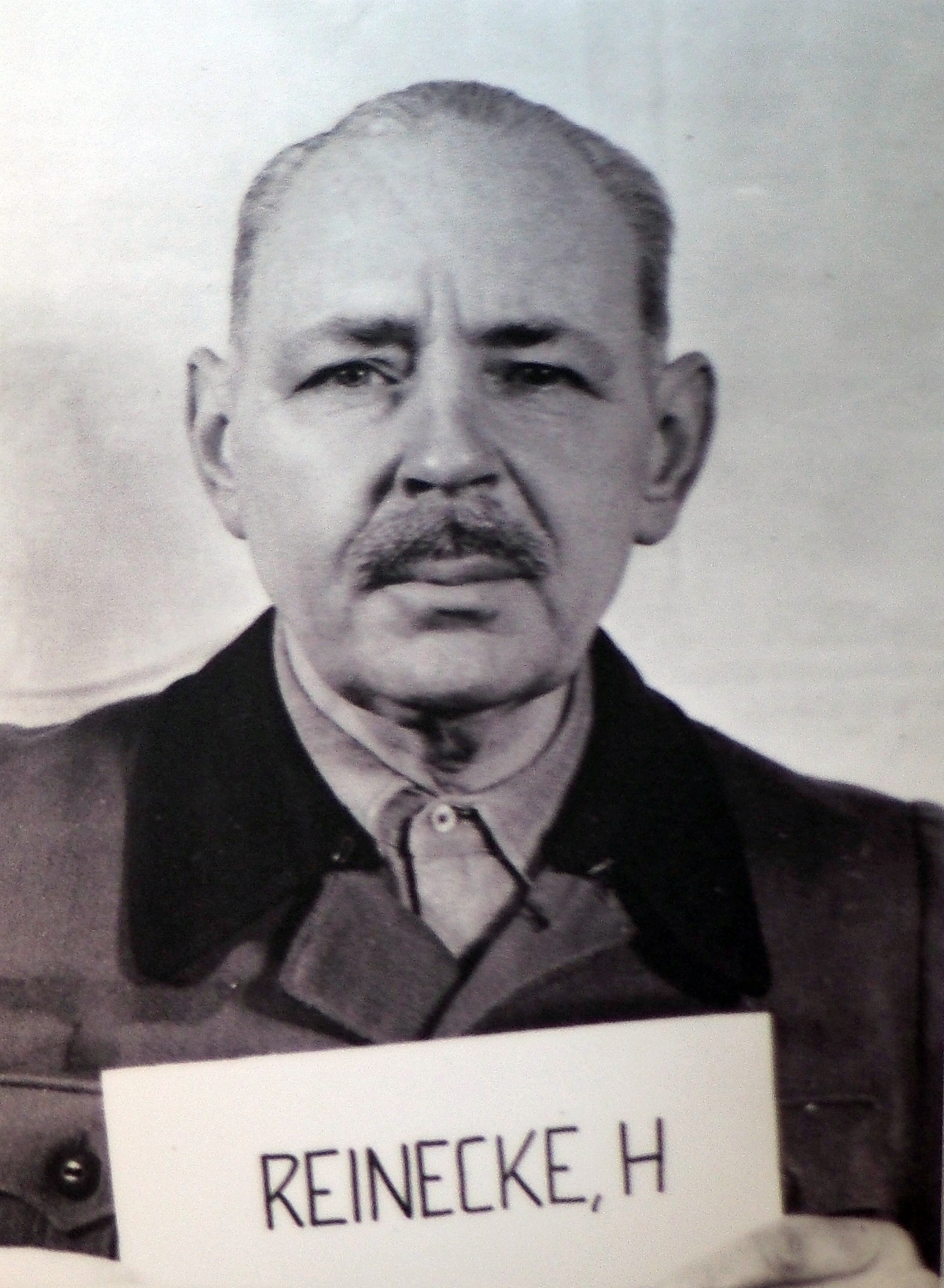

終戦とともに連合国に投降してベルギーのモンドルフ＝レ＝バンに設置された高官専用のアシュカン収容所に収容された。
戦後ライネッケはニュルンベルク継続裁判の一つである国防軍最高司令部裁判で、戦争犯罪、人道に対する罪、特に1941年の赤軍政治将校即時処刑を命じる「コミッサール指令」布告、ソ連軍捕虜300万人の殺害などといった国際法違反により、1948年10月27日に終身刑の判決を受けた。
冷戦という時代背景から、1951年にアメリカ合衆国の判事ジョン・マックロイ（en:John Jay McCloy）はライネッケら西ドイツ国内の戦犯の恩赦を検討したが、マックロイの法律顧問ロバート・ボウイ（Robert Bowie）はライネッケの罪状が特に重いことを指摘して反対し、マックロイはライネッケを終身禁固刑のままとした。しかし1954年10月にライネッケは国防軍最高司令部裁判の被告としては最後にランツベルク刑務所から釈放された。

### 家族
妻のガルトルード（Gertrud Reinecke）はオペラ歌手であった。
息子のハンス・ペーター（de:Hans-Peter Reinecke (Musikwissenschaftler)）は高名な音楽学者として活躍した。